# Giovambattista Ricasoli
Giovambattista Ricasoli (1504 – Pistoia, 23 febbraio 1572) è stato un vescovo cattolico e diplomatico italiano.

## Biografia
Figlio di Simone e di Maria Gomiel di Burgos, gentildonna spagnola figlia di Alfonso e di Silvia Borgia, era nipote di papa Alessandro VI. Ebbe quattro fratelli: Alfonso, Silvia, Benedetto e Pietro. Fu tenuto a battesimo da papa Leone X e fu nominato cameriere segreto di papa Clemente VII.

### Attività diplomatica

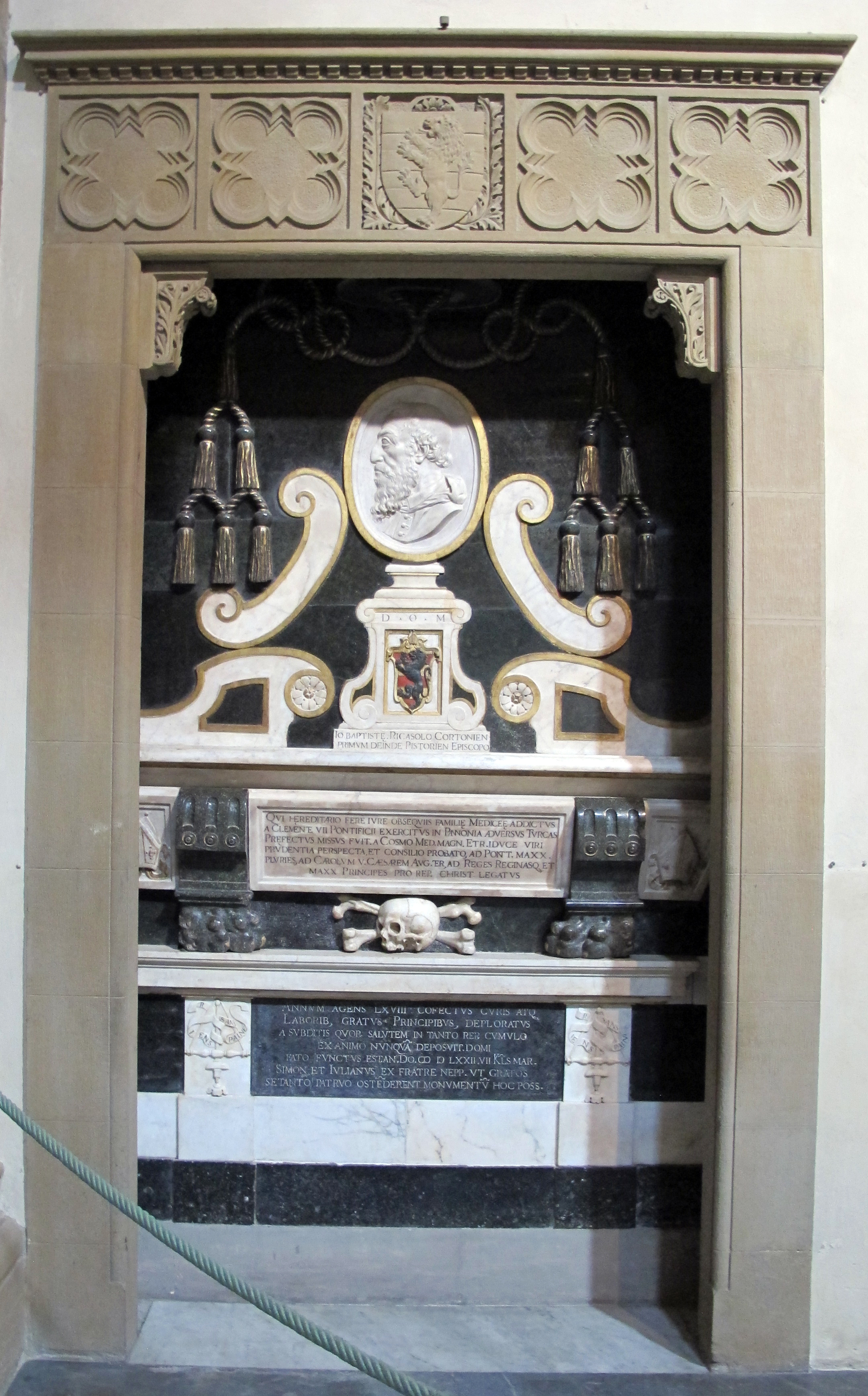
Monumento funebre di Giovambattista Ricasoli

Nel 1537 Cosimo de' Medici lo nominò ambasciatore in Piemonte col compito principale di convincere il ritiro dei militari spagnoli, che stavano devastando le campagne toscane. Dal 1538 al 1545 fu ambasciatore del ducato di Firenze presso la corte di Carlo V, con quale instaurò un rapporto di stima, simboleggiato dalla nomina di consigliere e di maggiordomo dell’imperatore.
In seguito il suo incarico di diplomatico lo portò a viaggiare in tutta Europa e principalmente presso le corti di Filippo II di Spagna e di Enrico II di Francia e presso papa Paolo IV alla corte di Ferrara.
Si adoperò nella fondazione dell'Accademia fiorentina.

### Ministero episcopale
Il 25 ottobre 1538 fu nominato vescovo di Cortona da papa Paolo III.  
Nello stesso anno entrò in possesso, per via ereditaria, di un piccolo monastero abbandonato, risalente al 1374, ed ebbe il desiderio di trasformarlo in un palazzo, ma ben presto sospese l'avvio dei lavori poiché ottenne per via ereditaria della sua famiglia (il ramo di Meleto) il palazzo Ricasoli presso il ponte alla Carraia e nel 1555 cedette dunque la proprietà al monastero della certosa del Galluzzo, dove venne realizzato il monastero del Ceppo.
Nel 1553 fu nominato commissario papale delle truppe inviate in Ungheria contro i turchi; sempre nello stesso anno commissionò a un allievo di Andrea del Sarto, Francesco Pagani, tre cicli di graffiti, uno per facciata del Palazzo Ricasoli raffiguranti episodi della storia romana, oggi completamente perduti e noti solo dalle fonti scritte.
Nel 1557, durante un suo viaggio in Francia, corruppe un domestico di Piero Strozzi affinché gli propinasse un'ampollina di veleno; il suo intento fallì ma a causa di quest'evento venne soprannominato "vescovo dell'ampollina".
Il 14 febbraio 1560 ricevette da papa Pio IV l'incarico di guidare la diocesi di Pistoia. Si adoperò per concordare la fondazione della nunziatura apostolica a Firenze, che iniziò nel 1560.
Fu sepolto a Santa Maria Novella a Firenze in una finta porta della sesta arcata. Il sepolcro è opera di Romolo di Taddeo da Fiesole, realizzato intorno al 1572, su commissione del nipote di Ricasoli, Giuliano, figlio del fratello Pietro, gentiluomo di camera di Cosimo I e di Francesco I de' Medici.

## Ascendenza
|                                                           |  |                                                  | Genitori                                 |  |  | Nonni |  |  | Bisnonni                                              |  |  | Trisnonni                                             |  |
|                                                           |  |                                                  |                                          |  |  |       |  |  | Andrea Ricasoli, podestà di Fiesole (*1392 ca. †1457) |  |  | Rinaldo Ricasoli, castellano di Ancona (*? †1396 ca.) |  |
|                                                           |  |                                                  |                                          |  |  |       |  |  | Andrea Ricasoli, podestà di Fiesole (*1392 ca. †1457) |  |  | Rinaldo Ricasoli, castellano di Ancona (*? †1396 ca.) |  |
|                                                           |  | Andrea Salimbeni,                                |                                          |  |  |       |  |  | Andrea Ricasoli, podestà di Fiesole (*1392 ca. †1457) |  |  |                                                       |  |
| Ranieri Ricasoli, priore (*1417 †1489)                    |  |                                                  |                                          |  |  |       |  |  | Andrea Ricasoli, podestà di Fiesole (*1392 ca. †1457) |  |  |                                                       |  |
|                                                           |  | Lapa Tosinghi (*? †1465)                         | Ranieri Tosinghi                         |  |  |       |  |  |                                                       |  |  |                                                       |  |
|                                                           |  | Lapa Tosinghi (*? †1465)                         | Ranieri Tosinghi                         |  |  |       |  |  |                                                       |  |  |                                                       |  |
|                                                           |  | Lapa Tosinghi (*? †1465)                         |                                          |  |  |       |  |  |                                                       |  |  |                                                       |  |
| Simone Ricasoli, tesoriere di papa Leone X (*1460 †1527)  |  | Lapa Tosinghi (*? †1465)                         |                                          |  |  |       |  |  |                                                       |  |  |                                                       |  |
|                                                           |  | Giuliano Vespucci, podestà di Pistoia (*? †1466) | Lapo Vespucci                            |  |  |       |  |  |                                                       |  |  |                                                       |  |
|                                                           |  | Giuliano Vespucci, podestà di Pistoia (*? †1466) | Lapo Vespucci                            |  |  |       |  |  |                                                       |  |  |                                                       |  |
|                                                           |  | Giuliano Vespucci, podestà di Pistoia (*? †1466) |                                          |  |  |       |  |  |                                                       |  |  |                                                       |  |
| Maddalena Vespucci (*? †1512)                             |  | Giuliano Vespucci, podestà di Pistoia (*? †1466) |                                          |  |  |       |  |  |                                                       |  |  |                                                       |  |
|                                                           |  | Bice Salviati (*1417 †1481)                      | Marco Salviati                           |  |  |       |  |  |                                                       |  |  |                                                       |  |
|                                                           |  | Bice Salviati (*1417 †1481)                      | Marco Salviati                           |  |  |       |  |  |                                                       |  |  |                                                       |  |
|                                                           |  | Bice Salviati (*1417 †1481)                      |                                          |  |  |       |  |  |                                                       |  |  |                                                       |  |
| Giovambattista Ricasoli, Vescovo di Pistoia (*1504 †1572) |  | Bice Salviati (*1417 †1481)                      |                                          |  |  |       |  |  |                                                       |  |  |                                                       |  |
|                                                           |  |                                                  |                                          |  |  |       |  |  |                                                       |  |  |                                                       |  |
|                                                           |  |                                                  |                                          |  |  |       |  |  |                                                       |  |  |                                                       |  |
|                                                           |  |                                                  |                                          |  |  |       |  |  |                                                       |  |  |                                                       |  |
| Alfonso Gomiel (*1445 ca. †?)                             |  |                                                  |                                          |  |  |       |  |  |                                                       |  |  |                                                       |  |
|                                                           |  |                                                  |                                          |  |  |       |  |  |                                                       |  |  |                                                       |  |
|                                                           |  |                                                  |                                          |  |  |       |  |  |                                                       |  |  |                                                       |  |
|                                                           |  |                                                  |                                          |  |  |       |  |  |                                                       |  |  |                                                       |  |
| Maria Gomiel (*1475 ca. †?)                               |  |                                                  |                                          |  |  |       |  |  |                                                       |  |  |                                                       |  |
|                                                           |  | Pedro Luis, duca di Spoleto (*1432 †1458)        | Jofre de Borja Llanzol (*1390 ca. †1436) |  |  |       |  |  |                                                       |  |  |                                                       |  |
|                                                           |  | Pedro Luis, duca di Spoleto (*1432 †1458)        | Jofre de Borja Llanzol (*1390 ca. †1436) |  |  |       |  |  |                                                       |  |  |                                                       |  |
|                                                           |  | Pedro Luis, duca di Spoleto (*1432 †1458)        | Isabel de Borja y Cavanilles             |  |  |       |  |  |                                                       |  |  |                                                       |  |
| Silvia Borgia                                             |  | Pedro Luis, duca di Spoleto (*1432 †1458)        |                                          |  |  |       |  |  |                                                       |  |  |                                                       |  |
|                                                           |  |                                                  |                                          |  |  |       |  |  |                                                       |  |  |                                                       |  |
|                                                           |  |                                                  |                                          |  |  |       |  |  |                                                       |  |  |                                                       |  |
|                                                           |  |                                                  |                                          |  |  |       |  |  |                                                       |  |  |                                                       |  |
|                                                           |  |                                                  |                                          |  |  |       |  |  |                                                       |  |  |                                                       |  |